# Клан Кеннеді (мінісеріал)
Клан Кеннеді — телевізійний міні-серіал, який розповідає про життя відомої політичної родини Кеннеді, включаючи ключові тріумфи та трагедії, які вона пережила. У головних ролях: Грег Кіннер, Баррі Пеппер, Кеті Холмс і Том Уілкінсон, а режисер — Джон Кассар. Прем'єра серіалу відбулася в Сполучених Штатах у квітні 2011 року на каналі Reelz, на каналі History Television в Канаді та на каналі History Channel у Великій Британії.

## Актори

### Основний
- Грег Кіннер — Джон Ф. «Джек» Кеннеді
- Баррі Пеппер — Роберт Ф. «Боббі» Кеннеді
- Кеті Холмс — Жаклін Кеннеді
- Том Вілкінсон — Джозеф П. Кеннеді-старший
- Діана Хардкасл — Роуз Кеннеді
- Крістін Бут — Етель Кеннеді

### Гостьовий
- Кріс Діамантопулос у ролі Френка Сінатри
- Шарлотта Салліван у ролі Мерилін Монро
- Габріель Хоган — Джозеф П. Кеннеді-молодший
- Райан Блейклі в ролі Лі Харві Освальда

### Другорядний
- Серж Худ — Сем Джанкана
- Енріко Колатоні — Дж. Едгар Гувер
- Дон Еллісон у ролі Ліндона Б. Джонсона
- Ротафорд Грей — Авраам Болден
- Ава Престон — Керолайн Кеннеді
- Карсон Реум у ролі Девіда Кеннеді

## Виробництво

### Рання критика
Подружжя Кеннеді було предметом негативних відгуків істориків, щодо ранніх сценарієв, включаючи звинувачення в історичній неточності та невтішне зображення титульної родини.  16 лютого 2010 року режисер Роберт Грінвальд зареєстрував веб-сайт stopkennedysmears.com як частину критичної відповіді на The Kennedys .   24 лютого 2010 року Дейв Іцкофф з The New York Times повідомив, що історик Девід Талбот, чия недавня книга була використана як вихідний матеріал для міні-серіалу, приєднався до тих, хто завчасно критикує The Kennedys .  Тед Соренсен (1928–2010), колишній помічник президента та автор промов 35-го президента Джона Ф. Кеннеді (1917–1963, служив у 1961–1963), описав сценарій як «вбивство персонажа».  На момент всієї цієї критики мінісеріал ще навіть не був знятий. 
В інтерв’ю, опублікованому в The Los Angeles Times 17 червня 2010 року, Джоел Сурноу відповів на скарги, сказавши: «вони переглянули ранні чернетки сценарію, які навіть не нагадують остаточний проєкт. Їм було занадто рано це коментувати»  Проте, як писала британська газета The Daily Telegraph : «З Грегом Кіннером у ролі містера Кеннеді, Кеті Холмс як його першою леді та бюджетом у 30 мільйонів доларів очікування були високі. Зараз його вважають катастрофою напередодні його трансляції на ReelzChannel, що починається в неділю. Канал History вирішив виключити серіал зі свого розкладу в січні 2011 року, заявивши, що він «не підходить» для мережі. Потім послідували принизливі й дуже публічні пошуки іншого каналу, який би транслював його»  .

### Кастинг
29 квітня 2010 року режисер Кассар оголосив про кастинг на головні ролі у своєму Твіттері.  Знімання міні-серіалу відбувалося в Торонто, Онтаріо, Канада, в період з червня по вересень 2010 року, його спродюсували канадська незалежна студія Muse Entertainment Enterprises і продюсерська компанія Джоела Сурноу.   «Кеннеді » — це перший оригінальний серіал за сценарієм, створений для History Television .  Бюджет The Kennedys становив 25 мільйонів доларів, хоча пізніше звіти описували його як виробництво в 30 мільйонів доларів.   Сценарій мінісеріалу насамперед написав Стівен Кроніш, який раніше працював із Сурноу та Кассаром на 24 .
Істориками, пов’язаними з постановкою, були Стівен М. Гіллон, автор книги «Вбивство Кеннеді – 24 години після », та Роберт Даллек . 

## Історія показів

### Канада
16 грудня 2010 року Shaw Media оголосила, що 3 березня 2011 року в Торонто відбудеться спеціальний показ міні-серіалу.  Канадська телерадіомовна корпорація повідомила 13 січня 2011 року, що Shaw Media покаже The Kennedys у березні 2011 року, але вони не були впевнені, чи залишиться вона на History Television, чи буде переміщена в їх мережу мовлення Global чи один з інших кабельних каналів. наприклад Вітрина .  Міні-серіал був запланований на «Історії» у двогодинних сегментах о 9:00 вечора, починаючи з 6 березня 2011 р. і триватиме три наступні неділі.  Джон Дойл, телекритик The Globe and Mail, повідомив 26 січня 2011 року, що The Kennedys буде показано на History Television, починаючи з 9 березня 2011 року  . Через шість днів повідомлялося, що Стен Хаббард, генеральний директор ReelzChannel, стверджував, що частина його угоди про придбання прав у США буде права на прем'єру в усьому світі, що призвело до невизначеної затримки початково оголошеної телевізійної прем'єри в березні 2011 року на каналі History Television в Канаді.  1 лютого 2011 року Shaw Media оголосила про переглянутий розклад міні-серіалу, який мав бути показаний на History Television у чотирьох двогодинних сегментах, починаючи з 10 квітня 2011 року  .

### США
7 січня 2011 року кабельний канал History оголосив, що не показуватиме The Kennedys у Сполучених Штатах, заявивши, що «ця драматична інтерпретація не підходить для бренду History». 
Майкл Прупас, президент Muse Entertainment і виконавчий продюсер міні-серіалу, 10 січня оприлюднив заяву, в якій пояснив претензії щодо неточностей: «Рішення History Channel не транслювати шоу було прийнято через багато часу після того, як керівники Телеканал, а також постійний історик каналу (який є експертом із Кеннеді) прочитали та схвалили всі сценарії, а також переглянули та схвалили всі остаточні зрізи всіх епізодів. Крім того, адвокати нашого страховика від помилок та упущень переглянули всі сценарії та відредагували епізоди – і вони видалили всі епізоди для трансляції»  .
Режисер Джон Кассар сказав на зборі Асоціації телевізійних критиків у січні 2011 року в Лос-Анджелесі, що, на його думку, історія та інші американські телекомпанії не показували міні-серіал у тому, що владні люди в Сполучених Штатах, пов'язані з сім'єю Кеннеді, зробили виключення з цього і використовували свій політичний та інший вплив, щоб запобігти показу. 
Джоел Сурноу, виконавчий продюсер серіалу, пояснив скасування тиском Кеннеді на раду власників History, A&amp;E Television Networks і The Walt Disney Company . Сурнов заявив: «Це сталося на рівні правління. Я не хочу нікого називати поіменно. Дуже просто сказати, що певні члени правління дружать з Кеннеді»  Інші звіти вказували на членів сім'ї Кеннеді Марію Шрайвер і Керолайн Кеннеді як лідерів кампанії з припинення шоу, орієнтуючись на виконавчого директора Disney Енн Суїні .  
12 січня Showtime передав у США права на трансляцію The Kennedys .  Через два дні стало відомо, що The 101 Network від DirecTV розглядає можливість придбання міні-серіалу.  Через десять днів, 24 січня 2011 року, було оголошено, що The 101 Network також передає трансляцію шоу.  1 лютого 2011 року ReelzChannel придбав у США права на трансляцію The Kennedys і оголосив про свій намір показати міні-серіал з 3 по 10 квітня 2011 року  . Інші американські кабельні канали, які, як повідомляється, відмовилися від придбання міні-серіалу, це FX і Starz. 
Mediaweek повідомляв, що Hubbard Broadcasting, власники ReelzChannel, пішли на великий ризик, купуючи права на міні-серіал, заплативши приблизно 7 мільйонів доларів за права на трансляцію та витративши додаткові 10 мільйонів доларів на рекламу. 

### Велика Британія
У Сполученому Королівстві «Історія Великої Британії» повинна була показати міні-серіал 7 квітня 2011 року. Том Девідсон, керуючий директор AETN-UK, заявив на сайті History: «Забезпечення британської прем’єри The Kennedys є великим переворотом для каналу History. Втілюючи в життя історію найзнаковішої родини Америки, драма є сміливим та епічною розповіддю про династію Кеннеді, і ми раді, що глядачі у Великій Британії побачать її в історії першими» .
Також у Великій Британії BBC показала серіал, починаючи з п’ятниці, 17 червня 2011 року, як у стандартній чіткості, так і у HD .

### Інші країни
2011 рік
Серіал почав транслюватися в Сербії на B92 6 травня 2011 року;  в Республіці Ірландія на RTÉ One починаючи з 21 травня 2011 р.; та в Австралії на ABC1, починаючи з 22 травня 2011 р. 
В Італії серіал транслювався на каналі History Channel 7 червня 2011 року, у Франції на France 3 влітку 2011 року, у Фінляндії на YLE TV1 починаючи з 16 вересня 2011 року, в Ірландії на RTÉ Two тієї ж осені. В Іспанії Cosmopolitan Television розпочав трансляцію серіалу 29 січня 2012 року 
У Китаї серіал транслювався на LeTV.com у SD (безкоштовний VOD) і HD (підписка VOD) починаючи з 16 березня 2012 року, у Словаччині на Jednotka з 28 квітня 2012 року, у Німеччині на Arte 26 липня 2012 року та в Indiaon History ТБ 18 того червня. У Румунії міні-серіал був показаний на Look TV у грудні 2013 року, а Швеція показала його на SVT у листопаді 2013 року, через 50 років після вбивства президента Кеннеді.

## Критика

### Канада
Джон Дойл з The Globe and Mail написав: «Це жахливо – справді, неймовірно втомливе телебачення». «Серіал (зроблений у Канаді, продюсерською компанією Muse Entertainment) виглядає дешево і дотримується рівня телевізійної драматургії післяобідньої мильної опери». Дойл відзначає переважно канадський акторський склад і сподівається, що вони отримають поштовх у кар’єрі, але мінісеріал був «підсилений фальшивою суперечкою» і вважає, що «American History Channel відмовився від нього, тому що це погане телебачення». 

### США
Міні-серіал зустрів неоднозначну оцінку американських критиків. На основі 24 рецензій від основних критиків він отримав середню оцінку 50/100 на Metacritic, що вказує на «змішані чи середні відгуки». 
Марк А. Перігард з Boston Herald зазначив, що немає згадок про інших дітей Джозефа та Роуз Кеннеді, включаючи майбутнього сенатора Теда Кеннеді та Кетлін Кавендіш, маркизу Гартінгтона, і що створюється відчуття, ніби ви спостерігаєте «крізь призму Крайній всесвіт». Перігард виявив, що це «захоплююча драма, що викликає звикання, з деякими автентичними виставами», але не історією.  Алессандра Стенлі з The New York Times написала спільну рецензію на The Kennedys і The Borgias, прем'єра якої відбулася того ж дня. Розглядаючи обставини прем’єри, вона написала: «Є щось дивовижне Кеннедієвського в закулісній кампанії з дискредитації серіалу, який стверджує, що Білий дім Кеннеді мав більше, ніж свою частку закулісних махінацій». Стенлі вважав, що міні-серіал був добре зроблений, хоча часом і крутим, але його найсильнішою стороною є Том Вілкінсон у ролі Джозефа Кеннеді, якого вона описує разом із Родріго Борджіа як «Безжального, тиранічного борця (який) хапається за владу, пропагуючи його синів, щоб встановити його правління і закріпити його спадщину». 
Хенк Стювер із Washington Post виявив, що мінісеріал «в кінцевому підсумку є таким же нешкідливим, як гра в паперові ляльки Кеннеді», а вбивства потрібно зобразити досить м’яко, враховуючи, наскільки жорстоким є шоу Джоела Сарноу «24». Стювер описує сценарій як незграбний і вважає, що міні-серіал «намальовує своїх героїв з точністю товстого маркера Шарпі» і застерігає тих, хто пам’ятає той час, що вони можуть бути стурбовані, дивлячись на історію «крізь підлий погляд Сарноу та компанії». Переходячи до огляду «Камелот», прем’єра якого відбулася за три дні до The Kennedys, Стювер написав: «Якщо ви перевірите свій календар, ми наближаємося до 50-ї річниці смерті Джона Кеннеді, що робить його, його сім’ю та членів кабінету такими ж чесними, як і Король Артур, Гвіневра, Мерлін та їхня банда, які вже століттями оновлювали, переглядали та грабували свої історії». 

### Рейтинг Nielsen США
| Епізод(и) | Назви                         | Дата                | Всього глядачів (оригінал) | Всього глядачів (оригінал + на біс) |
| --------- | ----------------------------- | ------------------- | -------------------------- | ----------------------------------- |
| 1 і 2     | Помста Джо/ Перший похід      | 3 квітня 2011 року  | 1 300 000                  | 1 900 000                           |
| 3         | Бухта Свиней                  | 5 квітня 2011 року  | 841 000                    | 1 773 000                           |
| 4         | Війна Боббі                   | 6 квітня 2011 року  | 806 250                    | 1,716,915                           |
| 5         | Довічні вироки                | 7 квітня 2011 року  | 737 237                    | 1 600 000                           |
| 6         | Кубинські ракети              | 8 квітня 2011 року  | TBA                        | TBA                                 |
| 7 і 8     | Лансер і мереживо/ мого брата | 10 квітня 2011 року | 1 400 000                  | 1 900 000                           |

### Рейтинги Великої Британії
У Великій Британії серіал був показаний на History Channel у квітні 2011 року та на BBC Two та BBC HD у червні 2011 року. Реакція громадськості була в цілому позитивною.
| Епізод   | Показана дата       | Глядачі         |
| -------- | ------------------- | --------------- |
| Епізод 1 | 17 червня 2011 року | 2,64 м (за ніч) |
| Епізод 2 | 17 червня 2011 року | 2,36 м (за ніч) |
| Епізод 3 | 24 червня 2011 року | 1,35 м (на ніч) |
| Епізод 4 | 1 липня 2011 року   | 1,32 м (за ніч) |
| Епізод 5 | 1 липня 2011 року   | 1,25 м (за ніч) |
| Епізод 6 | 8 липня 2011 року   | 1,41 м (за ніч) |
| Епізод 7 | 8 липня 2011 року   | 1,41 м (за ніч) |
| Епізод 8 | 15 липня 2011 року  | 0,98 м (вночі)  |

## Нагороди та номінації
| Асоціація                                       | Категорія                                                                         | Номінант | Результат |
| ----------------------------------------------- | --------------------------------------------------------------------------------- | --- | --------- |
| 63-я церемонія вручення премії «Еммі».          | Видатний міні-серіал або фільм                                                    | Стівен Кроніш, Джеймі Пол Рок, Девід МакКіллоп, Дірк Хугстра, Джоел Сарноу, Браян Гібсон, Джонатан Кох, Крістін Шіптон, Майкл Прупас, Джон Кассар, Тара Елліс та Стівен Майклс | Номінація |
| 63-я церемонія вручення премії «Еммі».          | Видатний актор головної ролі в міні-серіалі чи фільмі                             | Грег Кіннер | Номінація |
| 63-я церемонія вручення премії «Еммі».          | Видатний актор головної ролі в міні-серіалі чи фільмі                             | Баррі Пеппер | Перемога  |
| 63-я церемонія вручення премії «Еммі».          | Видатний актор другого плану в міні-серіалі або фільмі                            | Том Вілкінсон | Номінація |
| 63-я премія Primetime Creative Arts Emmy Awards | Чудова зачіска для міні-серіалу чи фільму                                         | Джуді Купер-Сілі та Дженні Арбор | Перемога  |
| 63-я премія Primetime Creative Arts Emmy Awards | Видатний макіяж для міні-серіалу або фільму (без протезів)                        | Джордан Семюел, Колін Пенман, Лінда Даудс і Аманда Террі | Перемога  |
| 63-я премія Primetime Creative Arts Emmy Awards | Чудове зведення звуку для міні-серіалу чи фільму                                  | Ларольд Ребхун, Френк Морроне, Генрі Ембрі та Стівен Трауб за фільм «Лансер і мереживо»                                                                                        | Перемога  |
| 63-я премія Primetime Creative Arts Emmy Awards | Видатний художній режисер міні-серіалу чи фільму                                  | Мун Ін Квун, Рокко Маттео та Енріко Кампана | Номінація |
| 63-я премія Primetime Creative Arts Emmy Awards | Видатна операторська робота для міні-серіалу чи фільму                            | Девід Мокснесс за «Дожиткові вироки» | Номінація |
| 63-я премія Primetime Creative Arts Emmy Awards | Видатна музична тема основної назви                                               | Шон Каллері | Номінація |
| 26-а премія Gemini Awards                       | Найкращий драматичний міні-серіал                                                 | | Номінація |
| 26-а премія Gemini Awards                       | Найкраще досягнення в області макіяжу                                             | Джордан Семюел, Колін Пенман, Лінда Даудс і Аманда Террі | Номінація |
| 26-а премія Gemini Awards                       | Найкращий дизайн костюмів                                                         | | Номінація |
| 26-а премія Gemini Awards                       | Найкраща режисерка в драматичній програмі чи міні-серіалі                         | Джон Кассар | Номінація |
| 26-а премія Gemini Awards                       | Найкраща оригінальна музика для драматичної програми, міні-серіалу або телефільму | Шон Каллері | Номінація |
| 26-а премія Gemini Awards                       | Найкраща жіноча роль другого плану в драматичній програмі або міні-серіалі        | Діана Хардкасл | Перемога  |
| 26-а премія Gemini Awards                       | Найкраща роль актора в головній ролі в драматичній програмі або міні-серіалі      | Баррі Пеппер | Перемога  |
| 26-а премія Gemini Awards                       | Найкраща фотографія в драматичній програмі або серіалі                            | | Перемога  |
| 26-а премія Gemini Awards                       | Найкращий дизайн-постановник у художній програмі чи серіалі                       | Мун Ін Квун, Рокко Маттео та Енріко Кампана | Номінація |
| 26-а премія Gemini Awards                       | Найкращий звук у драматичній програмі                                             | Ларольд Ребхун, Френк Морроне, Генрі Ембрі та Стівен Трауб | Номінація |
| 18-а премія Гільдії кіноакторів                 | Видатна гра актора-чоловіка в телефільмі або міні-серіалі                         | Грег Кіннер | Номінація |
| 23-я премія Гільдії продюсерів Америки          | Телевізійний продюсер року в довгостроковій формі                                 | Стівен Кроніш, Джеймі Пол Рок, Девід МакКіллоп, Дірк Хугстра, Джоел Сарноу, Браян Гібсон, Джонатан Кох, Крістін Шіптон, Майкл Прупас, Джон Кассар, Тара Елліс та Стівен Майклс | Номінація |
| 64-а премія Гільдії режисерів Америки           | Видатна режисура – телевізійний фільм                                             | Джон Кассар | Перемога  |
| Нагороди творців історії                        | Найкраща історична драма                                                          | | Перемога  |

## Медіа для домашнього перегляду
The Kennedys вийшов на DVD у Великій Британії 18 липня 2011 року  та в США та Канаді 20 вересня 2011 року   .
Станом на жовтень 2011 року The Kennedys був доступний у вигляді програми, цифрового завантаження на iTunes і на потоковому медіа-сервісі Netflix .

## Продовження мінісеріалу
Холмс повторила свою роль у продовженні з чотирьох частин «Кеннеді: Після Камелота», що вийшов 2 квітня 2017 року. Вона також була виконавчим продюсером міні-серіалу та режисером епізоду, а Джон Кассар повернувся, щоб зняти решту трьох епізодів. 

## Зовнішні посилання
- Офіційний сайт
- The Kennedys App on the App Store
- Офіційний сайт at History Television
- Офіційний сайт at History UK
- Офіційний сайт at ReelzChannel
- The Kennedys на сайті IMDb (англ.)